# Cinque piste false
Cinque piste false (The Five Red Herrings) è un romanzo poliziesco del 1931 della scrittrice britannica Dorothy L. Sayers, della serie di romanzi in cui indaga Lord Peter Wimsey.

## Trama
Se uno vive nel Galloway o fa il pittore od il pescatore , o entrambe le cose. La pesca è l'argomento più comune di conversazione. In quella comunità scozzese di pittori e pescatori gli oriundi del sud, cioè gli inglesi, vengono tollerati purché non si diano delle arie. Una sera scoppia una rissa fra Campbell, che decanta il valore degli Jocks, i soldati delle Highlands, e Waters, discendente da una stirpe di piccoli proprietari terrieri inglesi. In realtà Campbell è facile alle liti, soprattutto quando ha bevuto. Il giorno successivo Campbell viene trovato morto alla base di una scarpata; sembra essere precipitato mentre stava dipingendo, ed il sergente Dalziel, della Polizia Regionale del Galloway ritiene trattarsi di un incidente. Lord Peter Wimsey si accorge immediatamente che la tela incompiuta, presente sul luogo, benché tipica delle stile di Campbell, è stata dipinta dopo la morte del pittore; comprende quindi che si tratta di un omicidio e che il corpo è stato gettato nella scarpata quando era già morto. A seguito delle indagini vengono individuati sei indiziati: Farren, Gowan, Waters, Strachan, Graham e Ferguson.  Tutti questi sei artisti avevano un movente per uccidere la vittima e nessuno di loro è in possesso di un alibi soddisfacente.  Lord Peter Wimsey, indagando, riesce ad individuare il colpevole e, dopo una minuziosa ricostruzione degli eventi precedenti l'omicidio, riesce a farlo confessare.

## Edizioni
- Dorothy L. Sayers, Le cinque piste false, Mondadori, 1994.